# 加里曼丹潘鰍
加里曼丹潘鰍（学名：Pangio borneensis）為輻鰭魚綱鯉形目鰍科的其中一種，為熱帶淡水魚，分布於亞洲印尼婆羅洲西部淡水流域，體長可達6.3公分，棲息在底層水域，生活習性不明。
其种加词“borneensis”意为“婆罗洲的”。